# Mezquita Lala Mustafa Pasha (Famagusta)

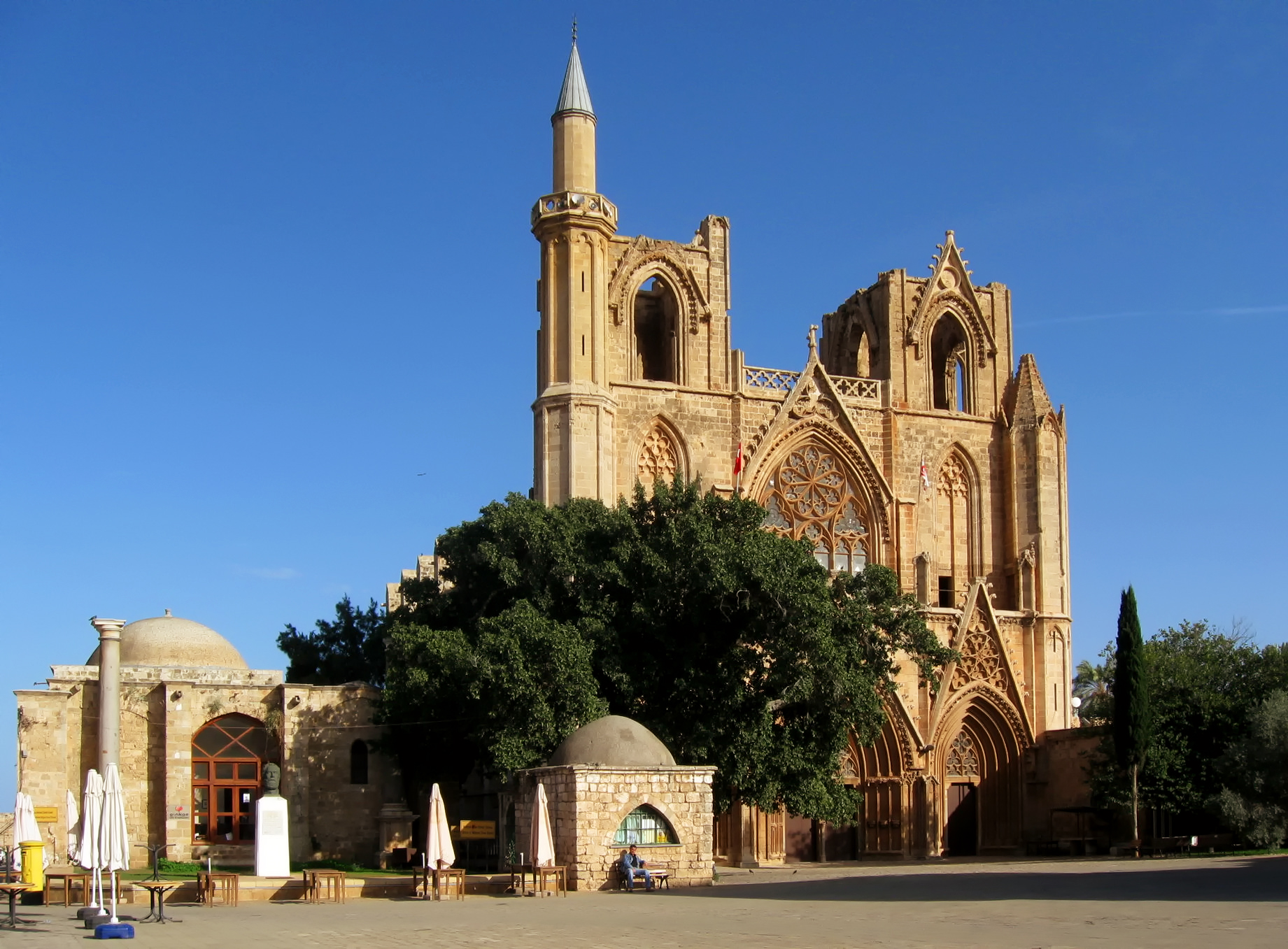
Vista general de la mezquita Lala Mustafa Pasha.

La mezquita Lala Mustafa Pasha, originalmente conocida como Catedral de San Nicolás, es un edificio medieval situado en la ciudad de Famagusta en la República Turca del Norte de Chipre. Fue construida entre 1298 y 1400. Se consagró en 1328 como catedral católica y fue convertida en mezquita en 1571, cuando el Imperio Otomano conquistó la ciudad de Famagusta. Debe su nombre a Lala Kara Mustafa Pasha, conquistador de la isla.

## Historia
La dinastía francesa de la Casa de Lusignan que gobernó Chipre desde 1192 hasta 1489, introdujo en este país, la arquitectura gótica, que se encontraba ya muy desarrollada en Francia. Los Lusignan fueron coronados como reyes de Chipre en la antigua catedral de Santa Sofía, en Nicosia, actualmente, mezquita Selimiye, y posteriormente coronados como reyes de Jerusalén in la catedral de San Nicolás en Famagusta.
El edificio se construyó siguiendo el Gótico radiante, poco común fuera de Francia, aunque "mediado a través de los edificios en la región del Rin". El vínculo histórico con la arquitectura francesa se evidencia a través de su paralelismo con uno de los arquetipos franceses como es la catedral de Reims. De hecho, el parecido es tan fuerte que se ha apodado como El Reims de Chipre. Se construyó con tres puertas, dos torres gemelas y un techo plano, típico de la arquitectura de los cruzados.
En 1570, durante el Asedio de Famagusta resultaron dañadas las dos torres. En 1571, tras la conquista de la ciudad, la catedral se transformó en mezquita. De acuerdo con la tradición iconoclasta del Islam sunita, las representaciones humanas del interior del templo fueron destruidas. Más tarde, la mezquita se coronó con un minarete. Desde entonces hasta la llegada de los británicos a Chipre en 1878, la entrada al edificio estuvo prohibida a los cristianos.